# Movimento del Graal

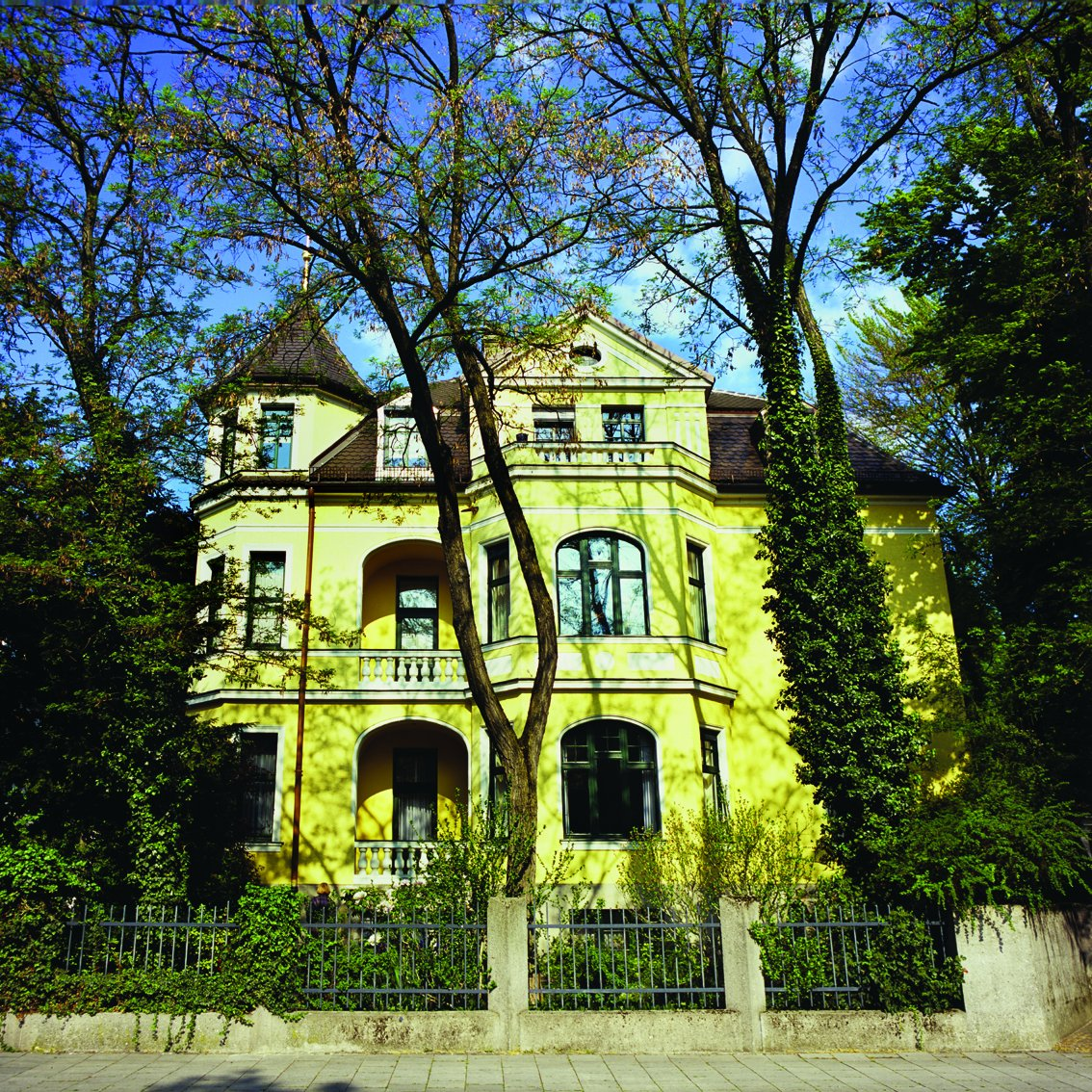
Sede del Movimento del Graal a Monaco, in Germania.

Il Movimento del Graal (Gralsbewegung) è un'organizzazione a sfondo religioso nata in Germania alla fine degli anni quaranta dietro ispirazione delle opere di Oskar Ernst Bernhardt (1875-1941, noto anche con lo pseudonimo di Abd-ru-shin), soprattutto Nella Luce della Verità: Messaggio del Graal.
Abd-ru-shin tuttavia non ebbe mai una responsabilità diretta sulla fondazione di questo movimento né di altri movimenti similari, che vennero fondati dai suoi seguaci.
Il Movimento del Graal è stato più volte indicato come un nuovo movimento religioso ed i suoi aderenti sono presenti soprattutto in Germania, in Francia, e anche in Canada, nella regione del Québec, diffondendosi anche in alcune zone dell'Africa Occidentale, come Nigeria e Costa d'Avorio.